# 偶像活動 on Parade！

;

《偶像活動 on Parade！》（アイカツオンパレード！）是萬代於2019年10月發售的集換式卡牌街機遊戲，《偶像活動》系列的第4作。
電視動畫於2019年10月5日在東京電視網開始播放。網路動畫於2020年3月28日起在YouTube的《偶像活動》官方頻道播放。

## 概要
基於2018年推出的第3作《偶像活動Friends！》的世界觀，歴代《偶像活動》系列的角色作為『All Aikatsu！』的一環進行展開，超越前一系列界限與歴代偶像一同競演的作品。
標語主題是「走吧，朝向閃亮的未來！」。
2020年冬季，日本推出第5作《偶像活動Planet！》，並採用第三代DATA CARDDASS遊戲機台。

## 遊戲規則
2019年10月開始營運。

### 機台發行卡片
卡片分為多個等級：
- 沿用前作的基本等級：N、R、PR 等。

| 季度             | 推動開始日    | Card數量                                                                           |
| ---------------- | ------------- | ---------------------------------------------------------------------------------- |
| 第1彈            | 2019年10月3日 | 全132張（普通12+稀有28+Premium特級稀有64+Legend Premium傳說特級稀有12+活動稀有16） |
| 第2彈            | 2019年12月5日 | 全140張（普通12+稀有48+Premium特級稀有60+Legend Premium傳說特級稀有8+活動稀有12）  |
| 第3彈            | 2020年1月30日 | 全151張（普通12+稀有56+Premium特級稀有52+Legend Premium傳說特級稀有12+活動稀有19） |
| Dream Story第1彈 | 2020年3月26日 | 全149張（普通30+Premium特級稀有119）                                               |
| Dream Story第2彈 | 2020年7月9日  | 全135張（普通12+稀有52+Premium特級稀有56+Legend Premium傳說特級稀有15）            |
| Dream Story第3彈 | 2020年9月10日 | 全52張（普通6+稀有38+Legend Premium傳說特級稀有8）                                 |

### 增設舞台
| 舞台類型     | 舞台種類                 | BGM                              | 追加時期         |
| ------------ | ------------------------ | -------------------------------- | ---------------- |
| Live         | Cute                     | アコガレカスタマイズ☆            | 第1彈            |
| Live         | Cute                     | アイドル活動！オンパレード！ver. | 第1彈            |
| Live         | Cute                     | START DASH SENSATION             | 第1彈            |
| Live         | Cute                     | STARDOM！                        | 第1彈            |
| Live         | Cute                     | ハッピィクレッシェンド           | 第2彈            |
| Live         | Cute                     | SHINING LINE*                    | 第3彈            |
| Live         | Cute                     | スタートライン！                 | Dream Story第1彈 |
| Live         | Cute                     | 窓-ココロ-ひらこう               | Dream Story第1彈 |
| Live         | Cute                     | コスモスサーチ                   | Dream Story第3彈 |
| Live         | Cool                     | チュチュ・バレリーナ             | 第1彈            |
| Live         | Cool                     | Dreaming bird                    | 第3彈            |
| Live         | Cool                     | KIRA☆Power                       | Dream Story第1彈 |
| Live         | Sexy                     | Take Me Higher                   | 第2彈            |
| Live         | Sexy                     | ヒラリ/ヒトリ/キラリ             | 第3彈            |
| Live         | Sexy                     | lucky train！                    | Dream Story第2彈 |
| Live         | Cute & Cool & Sexy & Pop | In bloom                         | Dream Story第2彈 |
| Live         | Pop                      | fashion check！                  | Dream Story第2彈 |
| Dance        | Cute                     | 君のEntrance                     | 第1彈            |
| Dance        | Cute                     | Future Jewel                     | 第2彈            |
| Dance        | Cute                     | トワイライトエトランゼ           | Dream Story第1彈 |
| Dance        | Pop                      | Bon Bon Voyage！                 | Dream Story第1彈 |
| Fashion Show | Cute                     | ハローニューワールド             | 第1彈            |
| Fashion Show | Cute & Cool              | 正義のキモチ                     | 第2彈            |
| Fashion Show | Cool                     | 永遠の                           | 第3彈            |

## 故事簡介
偶像活動 on Parade！
轉學至星睦學園的姫石來希的夢想是總有一天穿上自己親手設計的特級稀有禮服。
在她使用了姊姊給的「偶像活動護照」進行第一次舞台演出的時候，突然「偶像活動護照」發出了光芒！？
不可思議之門的另一端有著與眾多偶像們全新的邂逅，以及無人知曉的全新的偶像活動在等待著！
這是熱衷於偶像活動的女孩們努力與奇蹟的成長故事！大家一起歌唱，跳舞！偶像和禮服的大集合！
Dream Story
從代表偶像活動界的五所學校中決定第一名的偶像學校「夢幻學校大獎賽」舉行！
代表各所學校的頂尖偶像在舞台上互相競爭的比賽中，夢幻學園的新人偶像音城諾艾爾已被選為其學校的代表偶像之一？！
朝向每個夢想，迎接一個新故事閃耀的未來！

## 人物介紹

### 主要人物
姫石來希（Kiseki Raki）
配音員：日：逢來凜／台：穆宣名
本作的故事主角。
常用品牌：Maple Ribbon。
就讀中學二年級，轉學至星睦學園偶像科的新人偶像。活潑明朗，無論任何事都向前努力的女孩子。
不知道為什麼超級好運，求籤一直都是大吉，抽獎也是抽到頭獎。
喜歡設計衣服，十分著迷關於衣服的事情。目標是能夠擁有自己的品牌和製作自己的特級禮服。
音城諾艾爾（Otoshiro Noeru）
配音員：日：加隈亞衣（聲）、藤咲彩音（歌）
Dream Story的故事主角，曾於前作《偶像活動！》登場，音城星羅的妹妹。
常用品牌：Angely Sugar。
與大空明里同年。於夢幻學園就讀的新人偶像。
在夢幻學校大獎賽中與風澤空、姫里瑪莉亞被選為其學校的代表偶像之一。
喜歡的品牌與星宮莓同樣是「Angely Sugar」。
關於在《偶像活動！》的時期詳見Aikatsu！偶像活動！#登場人物。

### 家人
姫石紗綾（Kiseki Saya）
配音員：日：牧野由依／台：王貞令
來希的姊姊。偶像活動系統的工程師。

## 動畫
電視動畫於2019年10月5日在東京電視網開始播放。在節目最後加入了小專欄「回來了 偶像活動格言」。
網路動畫於2020年3月28日起在偶Tube、Anitere及萬代頻道播放。

### 製作人員
- 企劃、原作：BN Pictures
- 原案：萬代
- 導演：五十嵐達也
- 總監督：木村隆一
- 副導演：藤井康晶
- 系列構成：柿原優子
- 角色設計：渡部里美
- 設計協力：宮谷里沙
- 美術監督：田尻健一
- 色彩設計：大塚真純
- 攝影監督：大神洋一
- 編輯：坂本久美子
- 音響監督：菊田浩巳（日语：菊田浩巳）
- 音樂：MONACA、onetrap（日语：agehasprings#onetrap）、DIGZ MOTION SOUNDS
- 音樂製作人：鈴木雄貴、臼倉龍太郎
- 音樂製作：日昇音樂、Lantis
- 製作人：伊藤貴憲、福田浩平、荒木めぐみ
- 製作：東京電視台、電通、BN Pictures

### 主題曲
片頭曲
「君のEntrance」（第1話 - 第25話）
作詞：松原さらり（onetrap），作曲、編曲：SHOW（Digz, Inc. Group），主唱：らき（逢來凜）、あいね（松永茜）、みお（木戶衣吹） from BEST FRIENDS！
主唱：らき from BEST FRIENDS！（第1、3、6、8、13、16、18、24話插入曲）
片尾曲
「アイドル活動！オンパレード！ver.」（第1、3、6、10、13、16、18、21、22、25話）
作詞：uRy，作曲：田中秀和（MONACA），編曲：sugarbeans、伊澤麻未，主唱：らき、あいね、みお from BEST FRIENDS！、わか（霧島若歌）、るか（遠藤瑠香）、せな（堀越瀨奈）
「So Beautiful Story」（第2話）
作詞：こだまさおり，作曲、編曲：廣川惠一（MONACA），主唱：るか、せな
「Good morning my dream」（第4話）
作詞：こだまさおり，作曲、編曲：田中秀和（MONACA），主唱：るか、もな（巴山萌菜）、みき（未來光希）
「チュチュ・バレリーナ」（第5話）
作詞：只野菜摘，作曲：石原理酉，編曲：成瀬裕介（onetrap），主唱：るか、もな、みき
「カレンダーガール」（第7話）
作詞：こだまさおり，作曲、編曲：田中秀和（MONACA），主唱：わか、ふうり（上花楓裏）、すなお（吉河順央）
主唱：わか、ふうり、すなお、るか、もな、みき（第22話插入曲）
「オリジナルスター☆彡」（第8話）
作詞：こだまさおり，作曲、編曲：田中秀和（MONACA），主唱：わか、ふうり、すなお、れみ（美谷玲實）、もえ（山崎萌）、えり（愛野繪理）、ゆな（市倉有菜）、りすこ（笹鎌里須子）
「Precious」（第9話）
作詞：辻純更，作曲、編曲：帆足圭吾（MONACA），主唱：りすこ、わか、ふうり、もな
「アリスブルーのキス～Another Color～」（第11話）
作詞：原田謙太，作曲：坂本尭之，編曲：西川ノブユキ，主唱：More Than True［Vo.直／涼川直人（豐永利行）］
「lucky train!」（第12話）
作詞：只野菜摘，作曲：中野領太，編曲：Integral Clover（agehasprings），主唱：るか、もな、みき
主唱：みほ（天音美穗）、ななせ（松岡七瀬）（第20話插入曲）
「プライド」（第14話）
作詞：松原さらり（onetrap），作曲：片山將太、藤末樹，編曲：片山將太，主唱：カレン（田所梓）、ミライ（大橋彩香） from BEST FRIENDS！（第24話插入曲）
「ヒラリ/ヒトリ/キラリ」（第15話）
作詞：只野菜摘，作曲、編曲：帆足圭吾（MONACA），主唱：わか、ふうり、すなお、れみ、もえ、えり、ゆな、りすこ
「森のひかりのピルエット」（第17話）
作詞：辻純更，作曲、編曲：高橋邦幸（MONACA），主唱：せな、るか
主唱：るか（第20話插入曲）
「Be Star」（第19話）
作詞：松原さらり（onetrap），作曲、編曲：Maozon、YUKI FUNAKOSHI（Digz, Inc. Group），主唱：ひびき（日笠陽子） from BEST FRIENDS！（第16話插入曲）
「Bon Bon Voyage!」（第20話）
作詞：辻純更，作曲、編曲：石濱翔（MONACA），主唱：りさ（相澤梨紗）、みほ
主唱：りさ、みほ、りえ（藤城梨枝）、るか（第9話插入曲）
「episode Solo」（第23話）
作詞：只野菜摘，作曲、編曲：石濱翔（MONACA），主唱：るか、ななせ、かな、みほ（第6話插入曲）
「Believe it」（第24話）
作詞：松原さらり（onetrap），作曲：Coffee Creamers（Digiz,lnc.Group），編曲：SHOW（Digiz,lnc.Group），主唱：カレン、ミライ from BEST FRIENDS！

### 插入曲
「みんなみんな！」（第1話）
作詞：松原さらり（onetrap），作曲：石田秀登，編曲：Mitsu.J（Digz, Inc. Group），主唱：あいね、みお from BEST FRIENDS！
「MAKEOVER♡MAKEUP」（第2話）
作詞：こだまさおり，作曲：YUKI FUNAKOSHI（Digz, Inc. Group），編曲：C-Show、YUKI FUNAKOSHI（Digz, Inc. Group），主唱：かな（星咲花那）
「窓-ココロ-ひらこう」（第2話）
作詞：松原さらり（onetrap），作曲：松田純一、藤末樹，編曲：松田純一，主唱：あいね from BEST FRIENDS！
「STARDOM！」（第2話）
作詞：唐澤美帆，作曲：蔦谷好位置，編曲：田中隼人（agehasprings），主唱：みお from BEST FRIENDS！、せな
「Message of a Rainbow」（第3話）
作詞：松原さらり（onetrap），作曲：HALIFANIE（onetrap），編曲：南田健吾（onetrap），主唱：せな、ななせ
「8月のマリーナ」（第3話）
作詞：只野菜摘，作曲：石濱翔（MONACA），編曲：田中秀和（MONACA），主唱：みき
「Girls be ambitious！」（第4話）
作詞：松原さらり（onetrap），作曲、編曲：SHOW（Digz, Inc. Group），主唱：舞花（美山加戀） from BEST FRIENDS！
「おけまる」（第4話）
作詞：松原さらり（onetrap），作曲：YUMIKO、藤末樹，編曲：藤末樹，主唱：エマ（二之宮唯） from BEST FRIENDS！
「Poppin' Bubbles」（第4話）
作詞：AM42，作曲、編曲：ミト，主唱：みき、みほ
「Lovely Party Collection」（第5話）
作詞：こだまさおり，作曲、編曲：石濱翔（MONACA），主唱：るか、もな、みき
「いばらの女王」（第5話）
作詞：只野菜摘，作曲：NARASAKI，編曲：WATCHMAN，主唱：もな
「アイデンティティ」（第5話）
作詞：松原さらり（onetrap），作曲、編曲：Coffee Creamers（Digz, Inc. Group），主唱：ミライ from BEST FRIENDS！、るか
「MUSIC of DREAM!!!」（第6話）
作詞：唐澤美帆，作曲：南田健吾、蔦谷好位置，編曲：成瀬裕介（onetrap），主唱：せな
「Trap of Love」（第7話）
作詞：七菜（Make Flow, Inc.），作曲：森健一，編曲：小澤正澄，主唱：すなお、わか、ふうり
「prism spiral」（第7話）
作詞：uRy，作曲、編曲：田中秀和（MONACA），主唱：ふうり
「アコガレカスタマイズ☆」（第7、9、12話）
作詞：こだまさおり，作曲、編曲：石濱翔（MONACA），主唱：わか（第7話）
主唱：らき from BEST FRIENDS！、わか（第9、12話）
「アイドル活動！」（第8話）
作詞：uRy，作曲、編曲：田中秀和（MONACA），主唱：わか、ふうり、すなお
「Dance in the rain」（第8話）
作詞：uRy，作曲、編曲：田中秀和（MONACA），主唱：わか
「笑顔のSuncatcher」（第9話）
作詞：只野菜摘，作曲、編曲：永谷喬夫，主唱：りすこ、もな
「Niceなto meet you!」（第10話）
作詞：松原さらり（onetrap），作曲、編曲：SHOW（Digz, Inc. Group），主唱：ミライ from BEST FRIENDS！
「強く美しく優しく」（第10話）
作詞：松原さらり（onetrap），作曲、編曲：Koshin，主唱：カレン from BEST FRIENDS！
「Take Me Higher」（第10、22話）
作詞：只野菜摘，作曲、編曲：永谷喬夫，主唱：ひびき from BEST FRIENDS！、りすこ、りさ（第10話）
主唱：りすこ、もえ、ゆな（第22話）
「Sweet Sp!ce」（第11話）
作詞：辻純更，作曲、編曲：oriori，主唱：ふうり、わか
「1,2,Sing for You!」（第11話）
作詞：空谷泉身（onetrap），作曲：秋浦智裕（onetrap），編曲：南田健吾（onetrap），主唱：りえ
「Future jewel」（第11、19話）
作詞：唐澤美帆，作曲、編曲：中野領太（onetrap），主唱：るか、せな
「ハッピィクレッシェンド」（第12話）
作詞：辻純更，作曲、編曲：石濱翔（MONACA），主唱：ふうり、ゆな、すなお、えり
「We wish you a merry Christmas」（第12話）
作詞：こだまさおり，作曲、編曲：岡部啓一（MONACA）
主唱：すなお（AIKATSU！ Ver.）
主唱：せな、りえ、みき、かな、ななせ（AIKATSU☆STARS！ Ver.）
主唱：あいね、みお、舞花、エマ from BEST FRIENDS！（BEST FRIENDS！ Ver.）
「裸足のルネサンス」（第13話）
作詞：只野菜摘，作曲：阿部隆大，編曲：野崎心平、大迫杏子、阿部隆大，主唱：りえ
「Summer Tears Diary」（第13話）
作詞：こだまさおり，作曲、編曲：ミト，主唱：みほ、かな
「個×個（きみ×わたし）」（第14話）
作詞：松原さらり（onetrap），作曲：藤末樹，編曲：片山將太，主唱：舞花、エマ from BEST FRIENDS！
「ミエルミエール」（第14話）
作詞：只野菜摘，作曲、編曲：石濱翔（MONACA），主唱：かな
「アニマルカーニバル」（第14話）
作詞：秋浦智裕（onetrap），作曲：中野領太（onetrap），編曲：成瀨裕介（onetrap），主唱：かな、ななせ
「Angel Snow」（第15話）
作詞：こだまさおり，作曲、編曲：田中秀和（MONACA），主唱：れみ、えり、ゆな
「おねがいメリー」（第15話）
作詞：林奈津美（onetrap），作曲：秋浦智裕（onetrap），編曲：成瀨裕介（onetrap），主唱：みほ、みき
「正義のキモチ」（第15、23話）
作詞：松原さらり（onetrap），作曲：SHOW, Dirty Orange（Digz, Inc. Group），編曲：Dirty Orange（Digz, Inc. Group），主唱：あいね、みお from BEST FRIENDS！、せな
「新たなるステージへ」（第16話）
作詞：松原さらり（onetrap），作曲、編曲：Maozon、YUKI FUNAKOSHI（Digz, Inc. Group），主唱：ひびき・アリシア（大西沙織） from BEST FRIENDS！
「Have a Dream」（第17話）
作詞：松原さらり（onetrap），作曲：藤末樹，編曲：片山將太，主唱：さくや（陶山惠實里）、かぐや（桑原由氣） from BEST FRIENDS！
「Dreaming bird」（第17話）
作詞：ヒカリツカサ（onetrap），作曲、編曲：南田健吾（onetrap），主唱：ななせ
（第17話）
作詞：tom.m（onetrap），作曲：南田健吾（onetrap），編曲：Integral Clover（agehasprings），主唱：れみ
「Kira・pata・shining」（第18話）
作詞：只野菜摘，作曲、編曲：PandaBoY，主唱：すなお
「START DASH SENSATION」（第18話）
作詞：こだまさおり，作曲、編曲：石濱翔（MONACA），主唱：るか
「あるがまま」（第19話）
作詞：松原さらり（onetrap），作曲、編曲：Maozon、YUKI FUNAKOSHI（Digz, Inc. Group），主唱：アリシア from BEST FRIENDS！
「セカイは廻る」（第19話）
作詞：松原さらり（onetrap），作曲、編曲：Mitsu.J（Digz, Inc. Group），主唱：みお from BEST FRIENDS！
「恋するみたいなキャラメリゼ」（第20話）
作詞：辻純更，作曲、編曲：石濱翔（MONACA），主唱：えり、れみ
「この世界はすばらしい」（第21話）
作詞：松原さらり（onetrap），作曲：藤末樹，編曲：片山將太，主唱：わかば（逢來凜） from BEST FRIENDS！
「MY SHOW TIME!」（第21話）
作詞：秋浦智裕（onetrap），作曲：鈴木ともよし，編曲：Integral Clover（agehasprings），主唱：ななせ
「ハローニューワールド」（第21話）
作詞：こだまさおり，作曲、編曲：帆足圭吾（MONACA），主唱：かな
「ダイヤモンドハッピー」（第22話）
作詞：畑亞貴，作曲、編曲：石濱翔（MONACA），主唱：あいね、みお from BEST FRIENDS！、わか
「アイカツ☆ステップ！」（第23話）
作詞：唐澤美帆，作曲、編曲：connie，主唱：せな、りえ、みき、かな、ななせ
「スタートライン！」（第23話）
作詞：唐澤美帆，作曲：蔦谷好位置，編曲：田中隼人（agehasprings），主唱：るか、りすこ
「ひとりじゃない！」（第24話）
作詞：松原さらり（onetrap），作曲、編曲：SHOW（Digz, Inc. Group），主唱：あいね、みお、舞花、エマ from BEST FRIENDS！
「SHINING LINE*」（第25話）
作詞：こだまさおり，作曲、編曲：石濱翔（MONACA），主唱：らき、あいね、みお from BEST FRIENDS！、わか、るか、せな
「トワイライトエトランゼ」（DS第1、3話）
作詞：辻純更，作曲、編曲：広川恵一（MONACA），主唱：あやね（藤咲彩音）、えり
「In bloom」（DS第6話）
作詞：林奈津美（onetrap），作曲、編曲：南田健吾（onetrap），主唱：あやね、るか、りえ、カレン from BEST FRIENDS！

### 各話標題
| 話數     | 日文標題 | 中文標題                     | 編劇       | 分鏡                         | 演出     | 作畫監督                     | 日本放送日     | 台灣放送日    |
| 電視動畫 | 電視動畫 | 電視動畫                     | 電視動畫   | 電視動畫                     | 電視動畫 | 電視動畫                     | 電視動畫       | 電視動畫      |
| -------- | -------- | ---------------------------- | ---------- | ---------------------------- | -------- | ---------------------------- | -------------- | ------------- |
| 第1話    |          | 打開吧！偶像活動的大門       | 柿原優子   | 中島大輔                     | 中島大輔 | 橋口隼人 渡邊健一 石川惠理   | 2019年 10月5日 | 2021年 4月2日 |
| 第2話    |          | 雀躍的靈感                   | 成田良美   | 安藤尚也                     | 中込健人 | 三橋妙子 細田沙織            | 10月12日       | 2021年 4月2日 |
| 第3話    |          | 美人魚突然現身               | 千葉美鈴   | 佐藤照雄                     | 大川貴大 | 高橋晃                       | 10月19日       | 4月9日        |
| 第4話    |          | 感受吧！熱情之風             | 久尾步     | 山地光人                     | 山地光人 | 西島加奈 竹森由加            | 10月26日       | 4月9日        |
| 第5話    |          | Lucky☆萬聖節                 | 森江美咲   | 進藤陽平 五十嵐達也 藤井康晶 | 進藤陽平 | 中村沙由貴 志賀祐香          | 11月2日        | 4月16日       |
| 第6話    |          | 閃亮亮的四顆星               | 成田良美   | 山本惠                       | 山本惠   | 小川玖理周 中島理惠          | 11月9日        | 4月16日       |
| 第7話    |          | 閃耀的三個太陽               | 大知慶一郎 | 大川貴大                     | 大川貴大 | 高橋晃                       | 11月16日       | 4月23日       |
| 第8話    |          | 來製作幸運禮服吧！           | 大知慶一郎 | 青木康直                     | 中込健人 | 高倉香惠 一之瀬結梨 竹内進二 | 11月23日       | 4月23日       |
| 第9話    |          | 乘上大風大浪吧！             | 柿原優子   | 大島克也                     | 大島克也 | 橋口隼人 渡邊健一 石川惠理   | 11月30日       | 4月30日       |
| 第10話   |          | 菁英偶像活動！               | 久尾步     | 佐藤照雄                     | 佐藤照雄 | 岩崎成希 竹森由加            | 12月7日        | 4月30日       |
| 第11話   |          | Ciao☆新世界！                | 千葉美鈴   | 兒玉兼嗣                     | 倉富康平 | 高橋晃                       | 12月14日       | 5月7日        |
| 第12話   |          | Happy Lucky☆聖誕節           | 柿原優子   | 山地光人                     | 山地光人 | 三橋妙子 細田沙織            | 12月21日       | 5月7日        |
| 第13話   |          | 來希與翼之禮服               | 森江美咲   | 中込健人                     | 中込健人 | 宮谷里沙 志賀祐香            | 12月28日       | 5月14日       |
| 第14話   |          | Smile♪第一名喵               | 守護このみ | 蓮井隆弘                     | 蓮井隆弘 | 小川玖理周 中村沙由貴        | 2020年 1月11日 | 5月14日       |
| 第15話   |          | Powa☆Fuwa♪Dreamin'           | 千葉美鈴   | 佐藤照雄                     | 進藤陽平 | 高橋晃                       | 1月18日        | 5月21日       |
| 第16話   |          | 閃耀的來希                   | 久尾步     | 倉富康平                     | 倉富康平 | 中島理惠 竹森由加            | 1月25日        | 5月21日       |
| 第17話   |          | 歌德大戰                     | 大知慶一郎 | 林嘉姬                       | 大川貴大 | 橋口隼人 渡邊健一 石川惠理   | 2月1日         | 5月28日       |
| 第18話   |          | 你的Entrance                 | 柿原優子   | 山本惠                       | 山本惠   | 宮谷里沙 岩崎成希            | 2月8日         | 5月28日       |
| 第19話   |          | 跳舞吧♪情人節甜點            | 成田良美   | 大島克也                     | 大島克也 | 高橋晃                       | 2月15日        | 6月4日        |
| 第20話   |          | 閃耀吧☆地方偶像              | 山口宏     | 青木康直                     | 進藤陽平 | 三橋妙子 細田沙織            | 2月22日        | 6月4日        |
| 第21話   |          | 奔跑吧！偶像活動！大運動會！ | 野村祐一   | 中込健人                     | 中込健人 | 小川玖理周 志賀祐香          | 2月29日        | 6月11日       |
| 第22話   |          | 全員集合！On Parade！        | 大知慶一郎 | 山地光人                     | 山地光人 | 中村沙由貴 竹森由加          | 3月7日         | 6月11日       |
| 第23話   |          | 群星！On Parade！            | 千葉美鈴   | 大川貴大                     | 大川貴大 | 高橋晃                       | 3月14日        | 6月18日       |
| 第24話   |          | 朋友！On Parade！            | 久尾步     | 倉富康平                     | 倉富康平 | 中島里惠 渡邊健一 石川惠理   | 3月21日        | 6月18日       |
| 第25話   |          | 朝向閃亮的未來               | 柿原優子   | 安藤尚也                     | 安藤尚也 | 宮谷里沙 山本脩斗 岩崎成希   | 3月28日        | 6月18日       |
| 網路動畫 |          |                              |            |                              |          |                              |                |               |
| 第1話    |          | Noeru Dream 前篇             | 大知慶一郎 | 兒玉兼嗣                     | 山本惠   | 橋口隼人 三橋妙子            | 2020年 3月28日 | -             |
| 第2話    |          | Noeru Dream 後篇             | 大知慶一郎 | 兒玉兼嗣                     | 山本惠   | 橋口隼人 三橋妙子            | 4月11日        | -             |
| 第3話    |          | 開幕！夢幻學校大獎賽 前篇    | 森江美咲   | 倉富康平                     | 倉富康平 | 中村沙由貴 小川玖理周 高橋晃 | 5月2日         | -             |
| 第4話    |          | 開幕！夢幻學校大獎賽 後篇    | 森江美咲   | 倉富康平                     | 倉富康平 | 中村沙由貴 小川玖理周 高橋晃 | 5月30日        | -             |
| 第5話    |          | 花開Stage 前篇               | 千葉美鈴   | 山地光人                     | 山地光人 | 岩崎成希 橋口隼人 高橋晃     | 7月11日        | -             |
| 第6話    |          | 花開Stage 後篇               | 千葉美鈴   | 山地光人                     | 山地光人 | 岩崎成希 橋口隼人 高橋晃     | 7月11日        | -             |

### 格言
| 話數     | 日文格言 | 中文翻譯格言               |
| 電視動畫 | 電視動畫 | 電視動畫                   |
| -------- | -------- | -------------------------- |
| 第1話    |          | 幸運也是實力之一！         |
| 第2話    |          | 合作表演果然最新奇！       |
| 第3話    |          | 打招呼是成為朋友的第一步   |
| 第4話    |          | 只要有熱情，什麼都能做到！ |
| 第5話    |          | 福報降臨在埋頭努力的人身上 |
| 第6話    |          | 塞翁失馬，焉知偶像活動     |
| 第7話    |          | 莫忘初心                   |
| 第8話    |          | 好槍不打出頭鳥             |
| 第9話    |          | 舞比花嬌                   |
| 第10話   |          | 只要開心就是完美           |
| 第11話   |          | 搖滾是靈魂的吶喊           |
| 第12話   |          | 鬼配金棒，偶像配禮服       |
| 第13話   |          | 注意別吃太多               |
| 第14話   |          | 明日愁來明日愁             |
| 第15話   |          | 英雄戰無不勝！             |
| 第16話   |          | 偶像也能越磨越亮！         |
| 第17話   |          | 你已經被將軍了！           |
| 第18話   |          | 偶像活動勝於雄辯！         |
| 第19話   |          | 甜品無法抗拒               |
| 第20話   |          | 要珍惜動物                 |
| 第21話   |          | 百折不撓偶像活動！         |
| 第22話   |          | 煩惱的話不如先睡再說       |
| 第23話   |          | 大家一起閃耀！             |
| 第24話   |          | 朋友是寶物                 |
| 第25話   |          | 打開大門吧！               |

### 播放電視台
| 播放日期                     | 播放時間（UTC+9）   | 播放電視台     | 播放地區       | 備註                                             |
| ---------------------------- | ------------------- | -------------- | -------------- | ------------------------------------------------ |
| 2019年10月5日－2020年3月28日 | 星期六 10:30－11:00 | 東京電視台     | 關東廣域圈     | 製作局 有字幕                                    |
| 2019年10月5日－2020年3月28日 | 星期六 10:30－11:00 | TV北海道       | 北海道         | 有字幕                                           |
| 2019年10月5日－2020年3月28日 | 星期六 10:30－11:00 | 愛知電視台     | 愛知縣         | 有字幕                                           |
| 2019年10月5日－2020年3月28日 | 星期六 10:30－11:00 | 大阪電視台     | 大阪府         | 有字幕                                           |
| 2019年10月5日－2020年3月28日 | 星期六 10:30－11:00 | 瀨戶內電視台   | 岡山縣、香川縣 | 有字幕                                           |
| 2019年10月5日－2020年3月28日 | 星期六 10:30－11:00 | TVQ九州放送    | 福岡縣、佐賀縣 | 有字幕                                           |
| 2019年10月5日－2020年3月28日 | 星期六 11:00 更新   | Anitere        | 日本全國       | 網路電視 最新話一星期內免費配信                  |
| 2019年10月5日－2020年3月28日 | 星期六 11:00 更新   | 萬代頻道       | 日本全國       | 網路電視 最新話一星期內免費配信                  |
| 2019年10月5日－2020年3月28日 | 星期六 11:00 更新   | WONDER！SCHOOL | 日本全國       | 網路電視 配給元：萬代頻道 最新話一星期內免費配信 |
| 2019年10月7日－2020年3月30日 | 星期一 17:00－17:29 | BS東視         | 日本全國       | 衛星電視                                         |
| 2019年10月10日－2020年4月2日 | 星期四 24:00－24:30 | AT-X           | 日本全國       | 衛星電視                                         |
| 2019年10月12日－2020年4月4日 | 星期六 11:15－11:45 | 新潟綜合電視台 | 新潟縣         | 富士電視網                                       |
| 2020年2月17日－8月17日       | 星期一 17:30－18:00 | 和歌山電視台   | 和歌山縣       | 獨立UHF局                                        |

### BD
| 卷 | 發售日       | 收錄集                         | 規格產品編號 |
| -- | ------------ | ------------------------------ | ------------ |
| 1  | 2020年4月2日 | 第1話 - 第13話                 | BIXA-9081    |
| 2  | 2020年8月5日 | 第14話 - 第25話＋網路動畫全3話 | BIXA-9082    |

### CD
| 標題                                                                                | 發售日         | 規格產品編號        |
| ----------------------------------------------------------------------------------- | -------------- | ------------------- |
| アイカツオンパレード！OP/EDテーマ 「君のEntrance/アイドル活動！オンパレード！ver.」 | 2019年10月23日 | LACM-14929          |
| アイカツオンパレード！挿入歌シングル「Sing a Song Sympathy!」                       | 2019年12月25日 | LACM-14953          |
| アイカツオンパレード！挿入歌アルバム「Sing a Song Shuffle!」                        | 2020年4月22日  | LACA-9745 LACA-9746 |
| アイカツオンパレード！挿入歌ミニアルバム「Dream Festival」                          | 2020年9月12日  | LACA-15832          |
| アイカツオンパレード！アルバム（仮）                                                | 2022年4月27日  | LACA-15961          |

## 外部連結
- BANDAI《偶像活動 on Parade！》官方網站 （页面存档备份，存于） （日語）
- 電視動畫《偶像活動 on Parade！》官方網站 （页面存档备份，存于） （日語）
- 網路動畫《偶像活動 on Parade！》官方網站 （页面存档备份，存于） （日語）
- 電視動畫《偶像活動 on Parade！》東京電視台官網 （页面存档备份，存于） （日語）
- YouTube上的偶Tube頻道（日語）
- 《偶像活動》系列遊戲官方的X（前Twitter）（日語）
- 《偶像活動》系列動畫官方的X（前Twitter）（日語）